# Pfarrvikar
Ein Pfarrvikar (lateinisch vicarius ‚Stellvertreter’, lateinisch paroecialis von altgriechisch παροικία paroikía ‚Aufenthalt in der Fremde‘, davon kirchenlateinisch par(r)ochia ‚Diözese‘) bezeichnet im deutschen Sprachraum je nach Konfession verschiedene Hilfsgeistliche, die nicht mit den vollen Rechten eines Pfarrers ausgestattet sind.

## Katholische Kirche
In der römisch-katholischen Kirche ist ein Pfarrvikar ein Priester, der einen Pfarrer bei der Seelsorge in einer Pfarrei unterstützt oder dauerhaft einer Quasipfarrei vorsteht, jedoch ohne den Rechtsstatus eines Pfarrers zu besitzen. Im letzten Fall ist er dem Pfarrer rechtlich gleichgestellt. Die kirchenrechtliche Grundlage dafür findet sich in 546–552  CIC und nennt als Grund für die Ernennung eines Pfarrvikars, wenn dies „zur gehörigen seelsorglichen Betreuung einer Pfarrei notwendig oder angebracht ist“ (545, § 1  CIC).
Übliche Amtsbezeichnung für einem Pfarrer zugeordnete Geistliche sind je nach Aufgabenumschreibung Kaplan, Vikar, Kooperator oder Subsidiar. Die genaue Ausgestaltung unterliegt diözesaner Rechtsordnung und kann daher geringfügig unterschiedliche Bedeutungen haben. In manchen Diözesen können Pfarrvikare als Mitglied eines Pastoralteams auch den Titel Pfarrer tragen.
Bis zum Inkrafttreten des Codex Iuris Canonici 1983 gab es außerdem die Möglichkeit, dass juristische Personen wie Domkapitel oder Konvente als Pfarrer fungierten. Der konkret bestellte Geistliche wurde in Vertretung der juristischen Person ebenfalls als Pfarrvikar eingesetzt. Rechtlich hatte auch diese Art von Vikaren alle Rechte und Pflichten eines Pfarrers. Seither kann nach 520  CIC keine juristische Person zum Pfarrer ernannt werden, sodass mit dieser Rechtsänderung auch die damit verbundene besondere Form des Pfarrvikars weggefallen ist. Es kann zwar nach wie vor die Pfarrseelsorge einem Ordensinstitut übertragen sein, aber dazu muss einer der Priester persönlich als Pfarrer ernannt werden.

## Evangelische Kirche
In einigen evangelischen Kirchen in Deutschland bezeichnete der Begriff Pfarrvikar traditionell (im Gegensatz zum Lehrvikar) einen Theologen, der bereits sein zweites Examen abgelegt hatte und für eine Probezeit eine Pfarrstelle verwaltete, aber noch nicht ihr Inhaber war. In Norddeutschland, vor allem in den Landeskirchen Altpreußens, wurde dafür der Titel Hilfsprediger verwendet. In allen Landeskirchen wird in diesen Fällen mittlerweile die Amtsbezeichnung „Pastor/Pfarrer zur Anstellung“ (z. A.) bzw. „im Probedienst“ (i.P.) verwendet.